# Общерица
Общерица — малая река в Дмитровском районе Орловской области России, левый приток Неруссы. Длина — 19 км, площадь водосборного бассейна — 98 км².

## Описание
Общее направление течения — с востока на запад. Берёт начало в логу восточнее деревни Кузьминки. Между Кузьминкой и Соломино в Общерицу впадает правый приток — ручей Бычок, берущий начало в деревне Бычки. После этого течёт через сёла Соломино и Морево. Ниже Морева в Общерицу впадает левый приток — ручей Мошка, берущий начало юго-восточнее деревни Мошки. Далее протекает через деревню Горбуновку, в районе которой на реке образован пруд шириной до 400 м. Ниже Горбуновки, на правом берегу Общерицы расположен город Дмитровск. На левом берегу, напротив Дмитровска, расположены деревни Вертякино и Трубичино. В районе деревни Вертякино в Общерицу впадает левый приток — Страшновский ручей. Далее Общерица поворачивает на север и впадает в Неруссу северо-западнее Дмитровска.

## Этимология
Согласно народному толкованию, название реки возникло во времена владычества Великого княжества Литовского (XIV век), когда данная местность была пограничной и находилась в общем владении русских и литовцев.

## Притоки
Общерица имеет несколько притоков, наиболее значимые из которых следующие:
Правые: 
- ручей Бычок

Левые: 
- ручей Мошка
- ручей Страшновский

## Населённые пункты
На берегах Общерицы располагаются следующие населённые пункты (от истока к устью):
- деревня Кузьминка
- село Соломино
- село Морево
- деревня Горбуновка
- город Дмитровск
- деревня Вертякино
- деревня Трубичино